# Tim Wieskötter
Tim Wieskötter (* 12. März 1979 in Emsdetten, Kreis Steinfurt) ist ein ehemaliger deutscher Kanute. Er ist mehrfacher Weltmeister im Zweier-Kajak und wurde 2004 in Athen Olympiasieger.

## Werdegang
Wieskötter begann 1990 mit dem Kanusport beim Canu Club Emsdetten und startete zu Beginn seiner internationalen Karriere für die KG Essen. Nachdem er 1998 nach Potsdam kam, gehört er seit 2004 dem KC Potsdam an. Seit 1999 nahm er im Zweier-Kajak mit Ronald Rauhe erfolgreich an verschiedenen großen internationalen Wettbewerben teil. Sie nahmen von 2000 bis 2012 an vier Olympischen Sommerspielen teil. Neben ihrem Olympiasieg 2004 über 500 m errangen sie 2008 die Silber- und 2000 die Bronzemedaille; 2012 belegten sie im K4 über 1000 m den 4. Platz. Nachdem sie zwischen 2001 und 2008 bei allen internationalen Meisterschaften ungeschlagen waren, unterlagen sie jedoch bei den Olympischen Spielen 2008 um neun Hundertstel Sekunden den Spaniern Saúl Craviotto und Carlos Pérez und holten die Silbermedaille. Seit 2001 wurden sie insgesamt siebenmal Weltmeister und elfmal Europameister und errangen vier weitere Medaillen.
Neben dem Sport studierte Wieskötter Wirtschaftsingenieurwesen mit Fachrichtung Logistik an der Technischen Hochschule Wildau.
Am 30. Januar 2014 gab er seinen Rücktritt vom Leistungssport bekannt. Am gleichen Tag wurde er in den Vorstand des Fördervereins des KC Potsdam gewählt.

## Sportliche Erfolge
Olympische Spiele
- 2000 – Bronze K2 500 m
- 2004 – Gold K2 500 m
- 2008 – Silber K2 500 m
- 2012 – 4. Platz K4 1000 m

Kanu-Weltmeisterschaften
- 2001 – Gold K2 500 m, Silber K2 200 m
- 2002 – Gold K2 500 m, Bronze K2 200 m
- 2003 – Gold K2 500 m, Bronze K2 200 m
- 2005 – Gold K2 500 m,  5. Platz    K2 200 m
- 2006 – Gold K2 500 m, Gold   K2 200 m
- 2007 – Gold K2 500 m, Silber K2 200 m

Kanu-Europameisterschaften
- 2000 – Gold K2 500 m, Silber K2 200 m
- 2001 – Gold K2 500 m, Gold   K2 200 m
- 2002 – Gold K2 500 m, Silber K2 200 m
- 2004 – Gold K2 500 m,  4. Platz    K2 200 m
- 2005 – Gold K2 500 m, Silber K2 200 m
- 2006 – Gold K2 500 m, Gold   K2 200 m
- 2007 – Gold K2 500 m, Silber K2 200 m
- 2008 – Gold K2 500 m
- 2010 – Gold K4 1000 m

## Ehrung
- 2007: zusammen mit Ronald Rauhe Mannschaft des Jahres von Brandenburg[1]
- 2004: Verdienstmedaille der Stadt Emsdetten[2]